# Creuer lleuger
Un creuer lleuger fou un tipus de vaixell de guerra en què es prioritzava l'autonomia i la velocitat a canvi d'una menor protecció i un armament lleuger. El seu blindatge es caracteritzava per una disposició de la protecció similar a la dels creuers cuirassats però de menors dimensions i menor gruix. Així, els creuers lleugers disposaven de protecció als ponts i a la cintura, a diferència dels creuers protegits, que només disposaven de protecció als ponts. Es desenvoluparen a la fi del segle xix; de fet, el primer vaixell classificat com a creuer lleuger fou el britànic HMS Mercury del 1879. Els primers dissenys amb característiques avançades foren els també britànics de la classe Arethusa (1912). Les marines de guerra utilitzaren gran nombre de creuers lleugers àmpliament durant la Primera Guerra Mundial. En el període entreguerres els dissenys evolucionaren cap a majors desplaçament i velocitats assumint nous rols. Tot i això el desenvolupament de l'aviació i les noves capacitats dels submarins i destructors relegaren aquest tipus de vaixell de combat i van caure en desús després de la Segona Guerra Mundial.

## Exemples de creuers lleugers
- Primera Guerra Mundial:
  - SMS Emden
  - SMS Königsberg
- Guerra Civil Espanyola
  - Almirall Cervera
- Segona Guerra Mundial:
  - HMS Belfast
  - Creuer Emden